# Arianna Bogatec
Arianna Bogatec (Trieste, 16 de junio de 1969) es una deportista italiana que compitió en vela en la clase Europe. Ganó una medalla de bronce en el Campeonato Mundial de Europe de 1987.

## Palmarés internacional
| Campeonato Mundial | Campeonato Mundial      | Campeonato Mundial | Campeonato Mundial |
| Año                | Lugar                   | Medalla            | Clase              |
| ------------------ | ----------------------- | ------------------ | ------------------ |
| 1987               | Crozon-Morgat (Francia) | Medalla de bronce  | Europe             |